# Bipalium adventitium
Bipalium adventitium és una espècie de planària terrestre predadora nadíua d'Àsia que s'alimenta de cucs de terra. S'ha trobat a nombrosos estats a l'Oest Mitjà. És possible que aquesta espècie fos introduïda a Amèrica del Nord, on se la considera espècie invasora, conjuntament amb cucs de terra no nadius.

## Descripció
La majoria d'adults de B. adventitium mesuren entre 5 i 8 cm de longitud. Tenen un cap més ample que el cos, en forma de mitja lluna. El cos presenta un color de groc a bronzejat i té una ratlla dorsal fosca.

## Comportament

### Depredació
Aquesta espècie és depredadora, com altres Bipalium, i s'alimenta de cucs de terra. Per tal de capturar aquestes preses, B. adventitium segueix el rastre químic deixat pel cuc de terra. Els quimioreceptors situats al cap són els responsables de detectar el rastre del cuc de terra.

### Reproducció
Bipalium adventitium es pot reproduir de diverses maneres. S'ha suggerit que aquestes planàries terrestres tenen una única època de cria a l'any. La reproducció de B. adventitium normalment es dona per reproducció sexual. Un ou-càpsula conté les cries unes tres setmanes abans de descloure, alliberant entre 1 i 6 joves.

## Invasió d'Amèrica del Nord
Es creu que Bipalium adventitium es va introduir als Estats Units al segle XX procedent d'Àsia. També es creu es va introduir i dispersar per la majoria dels estats del nord de manera passiva per dispersió humana, esdevenint abundant en les regions que ocupa. És més freqüent trobar-lo en zones suburbanes i vivers en els que abunden les plantes exòtiques. Les conseqüències ecològiques d'aquesta invasió encara no s'han investigat en profunditat.